# Cmentarz żydowski w Gostyniu
Cmentarz żydowski w Gostyniu – kirkut mieścił się przy ul. Strzeleckiej. W czasie okupacji hitlerowskiej został zdewastowany. Miał powierzchnię 0,18 ha. Obecnie nie ma na nim macew, jest to teren zalesiony.